# 4항 보조정리
호몰로지 대수학에서 4항 보조정리(四項補助定理, 영어: four lemma)는 두 완전열 사이의 사상 가운데 일부가 전사 사상 또는 단사 사상이라면 가운데의 사상 역시 전사 사상 또는 단사 사상이라는 보조정리이다.

## 정의
아벨 범주 속에서 다음과 같은 가환 그림이 주어졌다고 하자.
{\displaystyle {\begin{matrix}&\to &&\to &&\to \\{\scriptstyle a}\downarrow &&{\scriptstyle b}\downarrow &&{\scriptstyle c}\downarrow &&{\scriptstyle d}\downarrow \\&\to &&\to &&\to \end{matrix}}}
이 가환 그림에서, 다음이 성립한다고 하자.
- 두 행 모두 완전열이다.
- {\displaystyle a}는 전사 사상이다.
- {\displaystyle d}는 단사 사상이다.

4항 보조정리에 따르면, 다음이 성립한다.:13, Exercise 1.3.3
- 만약 {\displaystyle c}가 전사 사상이라면 {\displaystyle b} 역시 전사 사상이다.
- 만약 {\displaystyle b}가 단사 사상이라면 {\displaystyle c} 역시 단사 사상이다.

이 두 명제는 서로 쌍대이다. 즉, 둘째는 첫째를 반대 범주에서 적용한 것에 불과하다.
이는 다음과 같이 도롱뇽 정리를 써 간단히 증명된다.

### 5항 보조정리
4항 보조정리를 양쪽에 적용하여, 다음과 같은 5항 보조정리(五項補助定理, 영어: five lemma)를 적을 수 있다.
아벨 범주 속에서 다음과 같은 가환 그림이 주어졌다고 하자.
{\displaystyle {\begin{matrix}&\to &&\to &&\to &&\to \\{\scriptstyle a}\downarrow &&{\scriptstyle b}\downarrow &&{\scriptstyle c}\downarrow &&{\scriptstyle d}\downarrow &&{\scriptstyle e}\downarrow \\&\to &&\to &&\to &&\to \end{matrix}}}
이 가환 그림에서 다음이 성립한다고 하자.
- 두 행 모두 완전열이다.
- {\displaystyle a}는 전사 사상이다.
- {\displaystyle e}는 단사 사상이다.
- {\displaystyle b}와 {\displaystyle d}는 동형 사상이다.

5항 보조정리에 따르면, {\displaystyle c} 역시 동형 사상이다. 이는 4항 보조정리를 왼쪽 열을 제거한 부분 도형과 오른쪽 열을 제거한 부분 도형에 각각 적용한 것에 불과하다.
5항 보조정리의 특수한 경우로, 다음과 같은 가환 그림을 생각하자.
{\displaystyle {\begin{matrix}0\to &&\to &&\to &&\to 0\\&{\scriptstyle b}\downarrow &&{\scriptstyle c}\downarrow &&{\scriptstyle d}\downarrow \\0\to &&\to &&\to &&\to 0\end{matrix}}}
짧은 5항 보조정리(-五項補助定理, 영어: short five lemma)에 따르면, 만약 각 행이 짧은 완전열이며 {\displaystyle b}, {\displaystyle d}가 동형 사상이라면 {\displaystyle c} 역시 동형 사상이다. 짧은 5항 보조정리는 또한 (아벨 범주가 아닌) 군의 범주에서도 성립한다.

## 역사
4·5항 보조정리는 보조정리에 등장하는 가환 그림이 각각 4×2 또는 5×2개의 대상을 포함하기 때문에 이렇게 명명되었다.
데이비드 앨빈 북스바움은 1955년 논문에서 아벨 범주의 개념을 도입하였는데, 이 논문에서 이미 5항 보조정리는 보조정리 5.9로 등장한다.

## 같이 보기
- 뱀 완전열
- 이중 사슬 복합체